# Ruiner (videojuego)
Ruiner es un videojuego de disparos cyberpunk con dos palos desarrollado por Reikon Games y publicado por Devolver Digital. Se lanzó para Linux, Microsoft Windows, PlayStation 4 y Xbox One el 26 de septiembre de 2017 y para Nintendo Switch el 18 de junio de 2020.

## Jugabilidad
Ruiner es un juego de disparos que se juega desde una perspectiva isométrica .  El juego tiene lugar en 2091 y está ambientado en una metrópolis cyberpunk conocida como Rengkok.   El jugador toma el control de un protagonista silencioso y enmascarado que intenta rescatar a su hermano secuestrado de un conglomerado fallido, conocido como Heaven, que controla Rengkok.

## Trama
Ruiner tiene lugar en 2091 en Rengkok y sus instalaciones circundantes, propiedad de Heaven, un conglomerado liderado por un hombre al que en el juego se hace referencia como el Jefe. Inicialmente, el personaje del jugador, un protagonista silencioso apodado "Puppy" por otro personaje, está siendo dirigido por un hacker rebelde llamado Wizard para asesinar al Jefe. Antes de llegar a la oficina del jefe, la señal del Mago al protagonista es anulada por otro hacker conocido sólo como Her. Ella le explica a Puppy que Wizard fue contratado por otro grupo y que su hermano ha sido secuestrado, y lo insta a localizar a Wizard. Ella lo lleva a un territorio lleno de Creeps, un grupo de gánsteres psicóticos liderados por un espadachín llamado Nerve. Después de abrirse camino a través del territorio de los Creeps, Nerve desafía a Puppy a un duelo y es derrotado en la batalla. Al ganarse el liderazgo de los Creeps, encuentran a Wizard y piratean su cerebro, matándolo en el proceso y llevándolos al Hanza Compound, una fábrica que fabrica piezas de máquinas. Ella rastrea al hermano de Puppy con una señal que lo dirige. Son recibidos por guardias armados y la enojada IA que administra el complejo, Madre. Puppy se abre camino a través de las instalaciones de Hanza y lucha contra mercenarios contratados por TrafficKing, un cyborg en forma de dispositivo similar a un OVNI pilotado por una cabeza humana, que dirige las instalaciones junto con Madre y presumiblemente contratado Wizard. Mientras sigue la señal que lleva a su hermano, Puppy lucha contra Madre y luego contra TrafficKing, pirateando su cerebro para revelar adónde llevan a su hermano; Imagination Farms, que utilizan seres humanos como anfitriones para aportar capacidad intelectual para ejecutar Virtuality, un dispositivo de realidad virtual que Heaven fabrica y vende a civiles. Como TrafficKing tiene autorización para ingresar a estas áreas, Puppy y Her lo secuestran para acceder a las granjas.
Puppy, liderado por Her y acompañado por el domesticado TrafficKing, recorre Imagination Farms en busca de la señal de su hermano y se enfrenta a Geminus, un cyborg de doble personalidad que se presenta como dos hermanas gemelas que actúan como anfitrionas de Madre. TrafficKing ha estado trabajando para Geminus y se ha establecido que estaban usando a Wizard para dar un golpe de Estado para derrocar al Jefe y controlar el Cielo. TrafficKing muere después de ayudar a regañadientes a Puppy a superar obstáculos sobrecalentados, quemándose hasta morir. Puppy se enfrenta a Geminus, pero es atacado por TrafficKing resucitado, que ahora controla un cuerpo cyborg humanoide. Puppy lo mata y lucha contra Geminus, matando a ambas hermanas y finalmente encontrando la cápsula mecánica que contiene a su hermano.. Al acercarse, se reproduce una escena que muestra a dos niños pequeños saliendo de las instalaciones, y el juego regresa al Cielo, donde Puppy está sujeto con un mono mientras dos guardias y el Jefe, que usa una máscara idéntica a la de Puppy, se acercan a él. El Jefe revela que Puppy solo se estaba usando como repuestos debido a su similitud biológica, y que Wizard lo pirateó porque podría estar en cualquier lugar donde pudiera estar el Jefe. Ella es una hacker independiente contratada por el Jefe para hackear a Puppy y hacerle creer que tenía un hermano que fue secuestrado, llevándolo así de regreso al Jefe y al mismo tiempo exterminar a las personas que intentaron derrocarlo. El Jefe comenta que mantendrá a Puppy más cerca de él, cuando Ella reaparece y revela que no es humana y ha estado engañando al Jefe desde su acuerdo; ella ha llevado a Puppy al cielo para matar al Jefe. Ella le aconseja a Puppy que "la encontrará donde cae el cielo" si sobrevive. Se escapa de sus ataduras y mata a muchos de los guardias del Jefe antes de finalmente acercarse al Jefe y, dependiendo de un mensaje de diálogo, lo golpeará con su arma o le cortará el cerebro. El final muestra a Puppy alejándose en su motocicleta hacia un destino desconocido.

## Desarrollo y lanzamiento
Ruiner fue desarrollado por el estudio de juegos independiente polaco Reikon Games y publicado por Devolver Digital .  El juego se lanzó para Linux, PlayStation 4, Microsoft Windows y Xbox One el 26 de septiembre de 2017.  Se lanzó una versión de Nintendo Switch el 18 de junio de 2020. 

## Recepción
La recepción crítica hacia Ruiner fue en general positiva.     Omri Pettite de PC Gamer declaró que " Ruiner es magnífico, un festín sensorial inspirado en las obras del apogeo del cyberpunk de la década de 1980, en el que un protagonista silencioso y enmascarado viaja a través de los paisajes nocturnos y las junglas industriales de un 2091 de tecnología arenosa. Debajo, una peonza que golpea -Down juego de acción ofrece combates nítidos, la familiaridad de su diseño se compensa con la necesidad constante de simplemente quedarse quieto y absorberlo todo. 